# Don Wilson (kickboxer)
Don "The Dragon" Wilson (nacido el 10 de septiembre de 1954) es un kickboxer estadounidense, ganador 11 veces del campeonato del mundo de Kickboxing. Durante su carrera noqueó a 47 de sus oponentes. Es parte del Salón de la Fama Europeo de artes marciales, además de ser actor de películas de acción y artes marciales. Ha declarado varias veces que se considera primero practicante de Kung Fu, antes que kickboxer, y que vio el kickboxing como una oportunidad de poner sus habilidades a prueba, dado que no existía el kung fu full contact. Don Wilson está considerado por la STAR System World Kickboxing Ratings como uno de los mejores kickboxer de todos los tiempos debido a su impresionante récord de 11 campeonatos mundiales. Este logro le valió un Récord Guinness por la mayor cantidad de títulos mundiales de kickboxing logrados por un hombre en 1999.

## Biografía

### Familia y primeros años
Wilson es hijo de padre estadounidense y madre japonesa, y nació en Alton, Illinois. Su hermano mayor, James, nació en Japón, donde sus padres se conocieron. El trabajo de su padre como ingeniero para el Centro espacial John F. Kennedy llevó a la familia a Florida cuando Wilson tenía 4 años. Asistió a la escuela Saint Andrew's School en Boca Ratón, donde practicó fútbol americano y baloncesto. Wilson también practicó durante este tiempo la lucha grecorromana, en la que sobresalió lo suficiente como para quedar en cuarto lugar en la competencia estatal de lucha de Florida.
La pasión de Wilson por las artes marciales no se desarrolló hasta que su hermano Glen, para ese entonces instructor de Kung Fu estilo White Dragon, lo retó a un duelo amistoso. Siendo un imponente jugador de fútbol americano, Wilson imaginó que dominaría fácilmente a su hermano, quien era más liviano que él. Para su sorpresa, fue fácilmente derrotado por la habilidad de su hermano. Wilson mencionó que fue esta experiencia la que lo convenció de la efectividad de las artes marciales, tras lo cual comenzaría a estudiar Gōjū Ryū con el sensei Chuck Merriman.
En 1973, Wilson se enroló en la Brevard Community College de Florida, donde adquirió un grado en ingeniería eléctrica. Durante este tiempo, fue entrenado por su hermano Jim en Pai Lum Tao Kung Fu (o estilo del Dragón Blanco). Poco después, comenzaría su carrera profesional como luchador.
El apodo de Don Wilson, "el Dragón" fue utilizado durante su primera pelea profesional de Kickboxing en Orlando. En otros momentos de su vida fue conocido también como "Hoshino", que era en realidad el apellido de su madre japonesa. Utilizó este apodo para acercarse al público japonés.

## Carrera profesional en Kickboxing
Wilson ganó 11 títulos de campeonato del mundo en total con distintas organizaciones de kickboxing, incluyendo IKF, WKA, KICK, ISKA, STAR y la PKO. Ganó su título de peso crucero de la IKF (www.IKFKickboxing.com) el 15 de mayo de 1999, en Lowell (Massachusetts), al derrotar a Dick Kimber.
Al no ser retado para defender su título, Wilson se retiró voluntariamente para bajar a la categoría de peso ligero, donde finalmente se retiró. Su carrera abarcaró 4 décadas, siendo su primer pelea contra Billy Knoblok en 1974 y concluyendo con su victoria sobre Eddie Butcher en Atlantic City (Nueva Jersey), el 19 de julio de 2002. Derrotó, entre otros, a Branko Cikatić, James Warring, Dennis Alexio y Maurice Smith, quienes lograrían campeonatos mundiales propios en kickboxing u otros deportes de contacto. Logró un empate con otro campeón, Jean-Yves Thériault, en una pelea reñida que extraoficialmente fue juzgada como una victoria de Wilson, sin embargo la ventaja de pelear en casa de Thériault impidió que se diera un resultado adverso para este luchador. En 79 peleas, Wilson sólo fue detenido por el árbitro contra Glen McMorris en un raro vuelco del destino, pues McMorris fue uno de sus oponentes de menor nivel. El récord de Don Wilson en kickboxing es de 72 peleas ganadas, con 5 derrotas y 2 empates, además de 3 peleas sin decisión. De sus 72 victorias, 48 fueron por la vía del KO, dándole un porcentaje de noqueo del 60.8%.
Adquirió notoriedad además, por ser un kickboxer de estilo americano, que retó y venció a los legendarios peleadores de Muay thai de Tailandia. Sufrió sólo una derrota en esas peleas de muay thai, aunque siempre fueron peleas problemáticas debido a las diferencias en tradiciones, estilo y jurado. Su pelea contra Samart Payakaroon, que perdió, fue uno de esos casos: los promotes de la pelea cambiaron en el último momento al oponente de Wilson y el peso de la pelea, forzándolo a bajar 8 libras el mismo día, lo que logró al estar en un sauna desde la mañana hasta un par de horas antes de la pelea, dejándolo peligrosamente deshidratado (una actitud tan peligrosa para la vida de un competidor no sería permitido en los Estados Unidos); Wilson había pactado una pelea de 7 asaltos, cosa que los promotores tampoco respetaron; durante la pelea, los jueces tailandeses sólo contabilizaron técnicas clásicas del Muay Thai como la patada baja o los rodillazos en el clinch, lo que dejaba a Wilson perdiendo por puntos automáticamente, siendo su única esperanza el noquear a su oponente, lo que le fue imposible al estar deshidratado. A pesar de todas estas irregularidades, Wilson aceptó su derrota y no intentó hacer que la pelea fuera declarada nula después.

## Derrotas convertidas en No-decisiones
Al inicio de su carrera, Wilson perdió 3 peleas por decisión; una de las cuales fue cambiada a una pelea Sin Decisión por la PKA (Professional Karate Association).
La primera pelea en la carrera de Wilson fue contra Billy Knoblock, y fue en un inicio declarada como derrota para Wilson por decisión. El resultado más tarde fue cambiado a una No-decisión por la PKA, pues estaba registrada como una pelea amateur, que además formaba parte del examen final para el cinturón negro de Wilson.
El 28 de mayo de 1976 en Tampa, Florida, Wilson perdió una decisión de 5 asaltos contra Rudy Burney en una pelea organizada por la PKA. Sin embargo, la PKA revirtió esa decisión debido a "procesos impropios que impidieron una competencia justa".
Finalmente, en septiembre de 1975, Wilson perdió una decisión por puntos en una pelea de 5 asaltos contra Herb Thompson en Fort Lauderdale, Florida. Esta no era una pelea organizada por la PKA, sin embargo, en sus registros la PKA revirtió la decisión, citando procedimientos incorrectos, y equipo inapropiado que impedía una competencia justa.

## Estilo de pelea
Don Wilson es muy conocido por el estilo de pelea único que utilizó en el ring, descrito por él mismo como "poco ortodoxo". Peleaba partiendo de una postura de lado con respecto a su oponente, lo que le daba a éste menos objetivos que atacar. Wilson era ambidiestro en su ataque y defensa, siendo capaz de cambiar entre diestro y zurdo instantáneamente, y atacar con gran fuerza con ambos lados. Sin embargo, tenía preferencia por utilizar su lado dominante (el derecho) como el delantero, lo cual es una característica de las artes marciales chinas, y algo que compartía con Bruce Lee.
Wilson se identifica a sí mismo principalmente como un pateador, citando esta habilidad como su fuerte, y la razón por la que nunca consideró el boxeo seriamente. Wilson era conocido por su habilidad para mantener un ritmo muy alto de patadas en todos los asaltos, incluso en las peleas de 12 asaltos. Particularmente, Wilson era conocido por su patada de lado derecho, y se hizo famoso por realizar varias iteraciones de esta patada con la misma pierna en rápida sucesión. Utilizaba sus poderosas patadas de la misma manera en que un boxeador utilizaría el golpe de jab. A pesar de las creencias populares sobre los kickboxers de estilo americano y de full contact karate, Wilson estaba familiarizado con las patadas bajas a las piernas, utilizadas frecuentemente en Muay Thai, y era capaz de utilizarlas o defenderse contra ellas fácilmente. Las patadas bajas fueron su principal estrategia al enfrentarse al poderoso Dennis Alexio.
La revista Black Belt en su edición de diciembre de 1994, comparó favorablemente la patada de lado de Don Wilson contra la patada de lado de Bruce Lee.
Sin embargo, y a pesar de su enfoque en el pateo, la mayoría de sus knockouts los logró con técnicas de manos. Wilson también entrenó como boxeador, por lo cual tenía bien desarrollada esa habilidad. Específicamente, poseía un poderoso gancho derecho, que le dio muchos knockouts.
Fuera del ring, Wilson era practicante de las artes marciales chinas, en el estilo de Pai Lum Tao, y dijo preferir las técnicas de defensa personal del kung-fu en una situación de defensa real. Como practicante de kung fu, afirmó varias veces que comenzó a competir en kickboxing debido a que en los 70's se tenía la noción de que quienes practicaban Kung Fu no podían pelear, y se decidió a probar lo contrario.

## Como comentador
Wilson ejerció como comentarista y entrevistador en algunas de las primeras peleas de la UFC. Dijo en varias ocasiones estar dispuesto a competir en una pelea de MMA si suficientes fans lo pedían, pero nunca se pudo concretar una pelea.

## Apariciones en Filmes
Tras trabajar como doble y coordinador de acción en una película, conoció al productor hollywoodense Roger Corman, y siguiendo el consejo que le dio Chuck Norris, Wilson comenzó una extensa carrera de películas de acción, incluyendo: Kickboxer 2025, Bloodfist 1-8, Ring of Fire 1, 2 & 3, Out for Blood, Operation Cobra, Blackbelt, Cyber Tracker 1 & 2, Terminal Rush, Redemption, Say Anything... Capitol Conspiracy, yBatman Forever.
Su última película "New York Ninja" en 2021, apareciendo al lado de Cynthia Rothrock y Michael Berryman.

## Vida privada
Contrajo nupcias con la maquilladora para cine y T.V, Kathleen Karridene en 1996, con quien tiene 3 hijos: Jonathan, Drayden y Aubrianna.

## Títulos obtenidos
- 2010 W.K.L World Kickboxing Hall of Fame Champion
- 2008 European Martial Arts Hall of Fame Member
- 2000 I.S.K.A. full-contact cruiserweight North American champion -88.2 kg
- 1999 I.K.F. Full Contact Cruiserweight World Champion -88.6 kg
- 1989 P.K.O. full-contact light-heavyweight world champion -78 kg
- 1988-89 I.S.K.A. full-contact cruiserweight world champion -82.7 kg (0 title defences - vacated)
- 1984 S.T.A.R. undisputed full-contact light-heavyweight world champion -79 kg
- 1984 W.K.A. full-contact super light-heavyweight world champion -83.2 kg
- 1984 S.T.A.R. undisputed full-contact super light-heavyweight world champion -83.2 kg
- 1983-84 W.K.A. full-contact cruiserweight world champion -86.4 kg (0 title defences - vacated)
- 1983 S.T.A.R. undisputed full-contact cruiserweight world champion -86.4 kg
- 1983-87 K.I.C.K. full-contact light-heavyweight world champion -79 kg (2 title defences)
- 1980-91 W.K.A. full-contact light-heavyweight world champion -79 kg (9 title defences - vacated)
- 1980 S.T.A.R. undisputed full-contact light-heavyweight world champion -79 kg
- 1979-80 P.K.A. full-contact middleweight United States champion -77.3 kg (2 title defences)
- 1978-79 P.K.A. full-contact middleweight Florida State champion -77.3 kg (4 title defences - vacated)

## Carrera profesional de Boxeo
Don Wilson dijo en 2015 que tenía un récord de 6 peleas ganadas con 3 derrotas y 0 empates como boxeador profesional, siendo detenido en el primero round en las tres ocasiones en las que perdió.  Sin embargo admitió que sólo compitió en boxeo para mejorar sus habilidades pugilísticas y que nunca consideró hacer una carrera en ese deporte. Su mayor victoria fue contra el excompañero de sparring de Muhammad Ali, John L. Johnson.

## Filmografía
| Year | Title                                     | Role                             | Notes                                            |
| ---- | ----------------------------------------- | -------------------------------- | ------------------------------------------------ |
| 1989 | Say Anything...                           | Sparring Partner                 | Film                                             |
| 1989 | Bloodfist                                 | Jake Raye                        | Film; First Time in a Lead Role                  |
| 1990 | Bloodfist II                              | Jake Raye                        | Film                                             |
| 1991 | Ring of Fire                              | Johnny Woo                       | Film                                             |
| 1991 | Kickboxer 2025                            | Walker                           | Film                                             |
| 1992 | Bloodfist III: Forced to Fight            | Jimmy Boland                     | Film                                             |
| 1992 | Blackbelt                                 | Jack Dillon                      | Film                                             |
| 1992 | Out for Blood                             | John Decker                      | Film (also producer)                             |
| 1992 | Bloodfist IV: Die Trying                  | Danny Holt                       | Film (also producer)                             |
| 1993 | Ring of Fire II: Blood and Steel          | Johnny Woo                       | Film (also producer)                             |
| 1993 | Magic Kid                                 | Himself                          | Video                                            |
| 1994 | Bloodfist V: Human Target                 | Jim Stanton                      | Film                                             |
| 1994 | Red Sun Rising                            | Thomas Hoshino                   | Film                                             |
| 1994 | CyberTracker                              | Eric Phillips                    | Film                                             |
| 1994 | Ring of Fire 3: Lion Strike               | Dr. Johnny Wu                    | Film (also writer—story)                         |
| 1995 | Bloodfist VI: Ground Zero                 | Nick Corrigan                    | Film (also producer)                             |
| 1995 | Batman Forever                            | Gang Leader                      | Film                                             |
| 1995 | Bloodfist VII: Manhunt                    | Jim Trudell                      | Film (also producer)                             |
| 1995 | Cyber-Tracker 2                           | Eric                             | Film (also producer)                             |
| 1995 | The Power Within                          | Himself                          | Film                                             |
| 1995 | Virtual Combat                            | David Quarry                     | Film                                             |
| 1995 | Top Fighter                               | Himself                          | Documentary                                      |
| 1996 | Bloodfist VIII: Trained to Kill           | Rick Cowan/George 'Mac' MacReady | Film                                             |
| 1996 | Terminal Rush                             | Jacob Harper                     | Film (also producer)                             |
| 1996 | Night Hunter                              | Jack Cutter                      | Film (also producer)                             |
| 1997 | Moesha                                    | Himself                          | (1996 TV series) Episode: "Break It Down" (1997) |
| 1997 | Hollywood Safari                          | Greg                             | Film                                             |
| 1997 | Inferno (aka: Operation Cobra)            | Kyle Conners                     | Film                                             |
| 1997 | Papertrail                                | FBI Agent Ryu                    | Film (as Don Wilson)                             |
| 1999 | Whatever It Takes                         | Neil                             | Film (also producer)                             |
| 1999 | The Prophet (aka: The Capitol Conspiracy) | Jarrid Maddox                    | Film                                             |
| 2000 | Moving Target                             | Ray Brock                        | Film (also producer)                             |
| 2001 | Walker, Texas Ranger                      | Himself                          | (1993 TV series) Episode: "Legends" (2001)       |
| 2002 | Redemption                                | John Sato Collins                | Video (also producer)                            |
| 2002 | Modern Warriors                           | Himself                          | TV special                                       |
| 2002 | Stealing Harvard                          | Loach's Friend                   | Film (as Don Wilson)                             |
| 2002 | Mass Destruction                          | Himself                          | Documentary                                      |
| 2003 | How to Be an Action Star                  | Himself                          | Video                                            |
| 2004 | Sci-Fighter                               | Jack Tanaka                      | Film (also producer)                             |
| 2006 | Crooked (aka: Soft Target)                | Danny Tyler                      | Film (also producer)                             |
| 2006 | 18 Fingers of Death!                      | Himself                          | Video                                            |
| 2007 | The Last Sentinel                         | Tallis                           | Film (as Don Wilson) (also producer)             |
| 2009 | Hollywood Lives                           | Himself                          | TV series (one episode)                          |
| 2012 | Liberator                                 | Sidewinder                       | Film (also producer)                             |
| 2014 | The Whole World at Our Feet               |                                  | Film                                             |
| 2014 | The Martial Arts Kid                      | Glen                             | Film                                             |
| 2014 | One More Round                            | Bob Paulson                      | Film                                             |
| 2014 | White Tiger                               | Bobby Pau                        | Film                                             |
| 2015 | The Scorpion King 4: Quest for Power      |                                  | Film                                             |
| 2015 | Showdown in Manila                        | Film                             | Pre-production                                   |